# Carex unisexualis
Carex unisexualis är en halvgräsart som beskrevs av Charles Baron Clarke. Carex unisexualis ingår i släktet starrar, och familjen halvgräs. Inga underarter finns listade i Catalogue of Life.